# Thomas Hampson
Thomas Walter Hampson (* 28. června 1955 Elkhart, Indiana) je americký lyrický baryton, zpěvák, který vystupoval v největších operních domech a koncertních sálech celého světa a natočil přes 170 hudebních nahrávek.
Hampsonův operní repertoár zahrnuje škálu více než 80 rolí včetně titulních rolí v Mozartově Donu Giovannim, Rossiniho Vilému Tellovi a Lazebníku sevillském, Hamletovi Ambroise Thomase a Čajkovského Evženu Oněginovi. Základem jeho verdiovského repertoáru zůstává Posa v Donu Carlosovi, Germont v La traviatě, titulní role v Macbethovi a Simonu Boccanegrovi. V poslední době přidal i Amfortase ve Wagnerově Parsifalovi a Scarpiu v Pucciniho Tosce.
Celosvětové uznání si získal i svými písňovými recitály, které mají promyšlené a kreativní programy, vycházející z bohatého repertoáru písní v široké škále stylů, jazyků a období. Je jedním z nejdůležitějších tlumočníků německých romantických písní. Obzvláště vyniká jako interpret hudby Gustava Mahlera a ve svém projektu Song of America, ve kterém spolupracuje s Knihovnou Kongresu, propaguje i americké písně.
Hampsonova rozmanitá a rozsáhlá diskografie byla vyznamenána mnoha oceněními. Díky ní dostal Edisonovu cenu za celoživotní dílo a čtyři další za jednotlivá alba, čtyři ceny Echo nebo Cenu Grammy.

## Mládí a vzdělání
Hampson vyrostl ve Spokane ve státě Washington, kde se zapsal na Eastern Washington State College v Cheney, obor politologie. Současně ale vystudoval na Fort Wright College obor zpěv, kde studoval pod vedením sestry Marietty Coyleové. Během let 1978 a 1979, studoval u Gwendolyn Koldowské a Martiala Singhera na Music Academy of the West. Poté pokračoval ve studiu na Univerzitě Jižní Kalifornie, kde pracoval s barytonistou Horstem Günterem, který se stal jeho celoživotním mentorem. V roce 1980, zvítězil v konkursu Sanfranciské opery a díky tomu se setkal s Elisabeth Schwarzkopfovou. V roce 1981 byl jedním z vítězů finále konkursů Národní rady Metropolitní opery.

## Počátky kariéry
Cesta po konkursech v Evropě na počátku 80. let mu zajistila místo v Německé opeře na Rýnu v Düsseldorfu, stejně jako příležitost ke studiu s Elisabeth Schwarzkopfovou. Během tří let v düsseldorfském souboru (1981 až 84) se zdokonaloval v jevištní praxi řadou menších rolí, ale dostával již také větší úkoly, a to jak v Düsseldorfu, tak jinde. Zpíval titulní roli v Henzeho Knížeti z Homburgu v německém Darmstadtu nebo Guglielma v opeře Così fan tutte v operním divadle v St. Louis, což k němu přitáhlo velkou pozornost ve Spojených státech.
V roce 1984 nastoupil jako hlavní lyrický baryton k angažmá v Curyšské opeře. Tam se mimo jiné účastnil legendárního Harnoncourtova a Ponnelleova mozartovského cyklu. V roce 1987 vystoupil v titulní roli slavné produkce Dona Giovanniho. V té době vystupoval také v Hamburku, Kolíně nad Rýnem a ve Vídni a v rpce 1984 debutoval v Londýně v koncertní síni Wigmore Hall.
Americký recitálový debut absolvoval 14. dubna 1986 v newyorské Town Hall, za který se dočkal pochvaly i od recenzenta New York Times. Krátce potom, 9. října 1986 debutoval v Metropolitní opeře jako hrabě Almaviva v premiéře Figarovy svatby. V roce 1986 byl pozván na předzpívání před Leonardem Bernsteinem, čímž začala jeho spolupráce s tímto legendárním dirigentem, zahrnující jeho částečně scénické uvedení Bohémy v Římě v roce 1987 a následně nastudování písňových cyklů Gustava Mahlera s Vídeňskými filharmoniky: Písní o mrtvých dětech (1988), Rückertových písní a Písní potulného tovaryše (obojí 1989). Od té doby byl uznáván jako jeden z "předních lyrických barytonů konce století."

## 90. léta 20. století
V tomto období Hampson vystupoval v nejvýznamnějších koncertních síních, např. Barbican Centre, Carnegie Hall, Concertgebouw, Royal Albert Hall, Théâtre du Châtelet; nejvýznamnějších operních domech, např. Lyrické opeře v Chicagu, Metropolitní opeře, Pařížské opeře, Královské opeře Covent Garden, Sanfranciské opeře, Vídeňské státní opeře; a festivalech, např. Maggio Musicale nebo Salcburském festivalu. Zpíval za doprovodu významných klavíristů i orchestrů, včetně Chicagského symfonického orchestru, New York Philharmonic, Filadelfského orchestru, Orchestru Národní akademie sv. Cecilie, Staatskapelle Berlin a za řízení předních dirigentů, jako byli např. Daniel Barenboim, Christoph Eschenbach, Daniele Gatti, Vladimir Jurowski, James Levine, Fabio Luisi, Kurt Masur, Zubin Mehta, Seidži Ozawa, Michael Tilson Thomas a Franz Welser-Möst.
V roce 1990 vydal ve spolupráci s klavíristou Geoffreyem Parsonsem u společnosti Teldec své první sólové album s názvem Des Knaben Wunderhorn. New York Times ocenil nahrávku s tím, "výkon vyzařuje krásu a vypravěčské kouzlo." V únoru a březnu téhož roku Hampson pokračoval ve spolupráci s Bernsteinem, když Mahlerovy Rücertovy písně a Písně potulného tovaryše uvedli s Vídeňskými filharmoniky v Carnegie Hall. V listopadu absolvoval svůj debut v Sanfranciské opeře v Monteverdiho Návratu Odyssea. Poprvé také zpíval Dona Giovanniho v Metropolitní opeře.
V roce 1991 měl Hampson tu čest otevírat novou sezonu New York Philharmonic při koncertu z cyklu Live from Lincoln Center, když uvedl pod řízením Kurta Masura Staré americké písně Aarona Coplanda. Zúčastnil se také galakoncertu k 25. výročí Metropolitní opery. V roce 1991 také vydal své album k poctě Colea Portera u vydavatelství EMI/Angel.
V roce 1992 byl jmenován Zpěvákem roku časopisu Musical America. V tomto roce také předvedl mnoho unikátních výkonů, včetně: Rossini 200. narozeniny gala v Avery Fisher Hall, titulní role v opeře Billy Bud v Metropolitní ope, Hrabě v Le nozze di Figaro v Florencie, Maggio Musicale pod taktovkou Zubin Mehta, Brahmsova německého Requiem pod Daniel Barenboim na Chicago Symphony Orchestra, a dvě představení - Schumann's Dichterliebe: jedna v Ženevě a druhá v jeho první koncert v Carnegie Hall.
Následující rok 1993 pro Hampsona jeho prvním ztvárněním titulní postavy Hamleta v opeře Ambroise Thomase v Monte Carlu, tuto roli následně nahrál pro společnost EMI/Angel. Do svého repertoáru přidal i další významné role, všetně Lazebníka sevillského jak v Covent Garden, tak v Met, Posu ve Verdiho Donu Carlosiv v Curychu, nebo Choräbea v Berliozových Trojanech na jevišti Metropolitní opery. Byl mu udělen čestný doktorát v rodném městě Spokane.
V roce 1994 byl Hampson jmenován Zpěvákem roku při vyhlašování Mezinárodních cen klasické hudby. V srpnu 1994 účinkoval na Salcburském festivalu s recitálem písní Samuela Barbera a Gustava Mahlera. V září zpíval hlavní roli při světové premiéře nové opery Conrada Susy a Philipa Littella Nebezpečné známosti.